# روبن بينغتسون
روبن بينغتسون (بالسويدية: Robin Bengtsson)‏ (ولد في 27 أبريل 1990) مغني سويدي شارك في سويدن أيدول 2008. مثل السويد في مسابقة الأغنية الأوروبية 2017 في كييف بأوكرانيا أغنية «لا أستطيع المضي قدما» في المركز الخامس.

## وصلات خارجية
- روبن بينغتسون على موقع IMDb (الإنجليزية)
- روبن بينغتسون على موقع ميوزك برينز (الإنجليزية)
- روبن بينغتسون على موقع أول ميوزيك (الإنجليزية)
- روبن بينغتسون على موقع ديسكوغز (الإنجليزية)
- Robin Bengtsson page on LastFM